# 岡崎市龍北総合運動場
岡崎市龍北総合運動場（おかざきしりゅうほくそうごううんどうじょう）は、愛知県岡崎市真伝町にある公営の総合運動施設。愛称は「マルヤス岡崎龍北スタジアム」。
1968年（昭和43年）にオープンした愛知県岡崎総合運動場を前身とする。
「県営グラウンド」の通称で長く市民に親しまれてきたが、岡崎市に移管され、2020年（令和2年）7月に岡崎市龍北総合運動場として生まれ変わった。

## 沿革

### 愛知県岡崎総合運動場

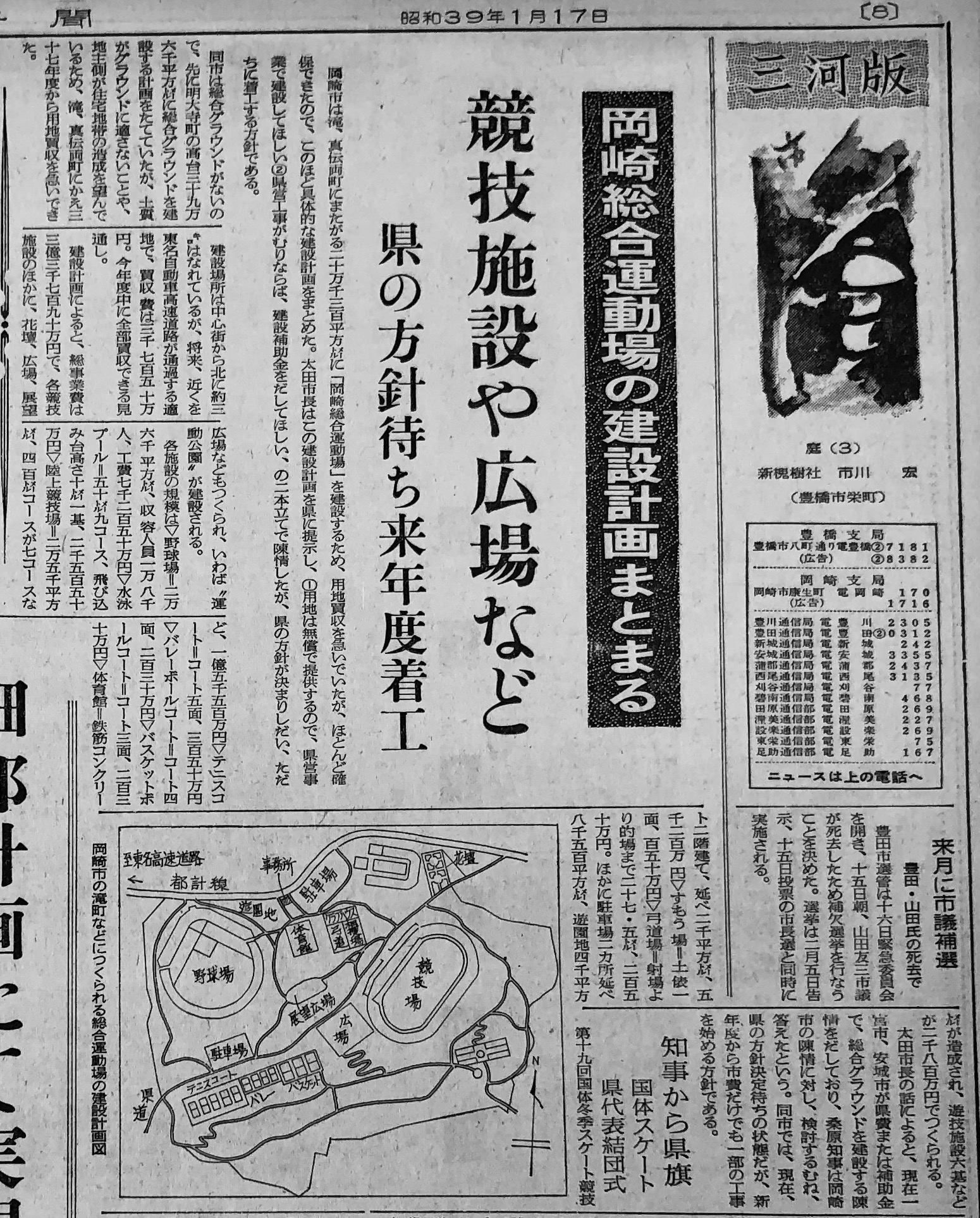
愛知県岡崎総合運動場の建設計画の概要を報じる新聞記事（1964年1月17日）

岡崎市は「岡崎総合運動場」を建設するため、1962年（昭和37年）度から、真伝町、滝町にまたがる20万1300平方メートルの土地の用地買収を進め、確保のめどがたったことから、1964年（昭和39年）1月に建設計画を発表した。太田光二市長は建設計画を愛知県に提示し、「用地は無償で提供するので、県営事業で建設してほしい」「県営工事が無理ならば、建設補助金を出してほしい」と陳情した。桑原幹根知事は「検討する」と答えた。
1965年（昭和40年）4月、県営事業として着工。1968年（昭和43年）3月に開場した。最初に完成したのは野球場、テニスコート。
1969年（昭和44年）9月7日、開場を記念して愛知県立岡崎商業高等学校のグランドで第1回岡崎市民陸上陸上選手権大会が開かれる（本運動場で開催されなかったのは整備遅延のため）。1971年（昭和46年）までにサッカー場、陸上競技場、50メートル公認プール、管理棟が建設された。
本運動場は2012年（平成24年）まで岡崎市主催の「おかざきマラソン」の会場であった。
設置者は愛知県教育委員会。三幸・スポーツマックス共同事業体が指定管理者として管理にあたっていた。

### 岡崎市龍北総合運動場
2015年（平成27年）4月16日、愛知県と岡崎市の間で、愛知県岡崎総合運動場を岡崎市に移管する基本合意がなされた。当該合意における移管時期は2018年（平成30年）4月1日。その後は市が管理運営する。改修整備し中高生の陸上競技の県大会開催を目指す。補修・撤去等の費用は県が負担するが、陸上競技場は県の補助を受けて市が改修することとなった。
2016年（平成28年）2月17日、岡崎市の当初予算案が発表され、移管を受ける予定の本運動場の仮称を「岡崎市龍北総合運動場」とすることが同時に発表された。仮称は運動場を敷地内に含む「龍北公園（りゅうほくこうえん）」から名付けられた。雨天に使用できない土のトラックを全天候型に改め、日本陸上競技連盟公認の第3種陸上競技場に向けた整備を進めるという。またインフィールドは、陸上競技の跳躍種目、投てき種目のほか、サッカー、ラグビー、グラウンド・ゴルフなどの競技が可能となる天然芝にするという。
2017年（平成29年）3月22日、龍北総合運動場の整備基本計画が策定される。プールは施設の老朽化により廃止し、跡地に8面のテニスコートを移転新築する。
2018年（平成30年）10月1日、龍北総合運動場の基本設計が公表される。約21ヘクタールの敷地に陸上競技場と野球場、テニスコート、蹴球場、アーチェリー場、多目的運動場、ジョギングコースなどを整備する。総事業費は51億2,481万円。2019年（平成31年）3月に着工し、2020年（令和2年）6月の完成、同年7月のオープンを目指す。
2019年（平成31年）4月1日、特別目的会社「龍北スポーツサポート株式会社」が指定管理者となる。事業方式は「BTO方式、サービス購入型」。
2020年（令和2年）7月4日、全面オープン。開場式と内覧会が行われた。
2022年（令和4年）1月24日、市は、マルヤス工業株式会社（本社：名古屋市昭和区）と「スポーツ振興に関する協定」を締結。同社は、市の「岡崎アスリート支援事業」と協定に基づく「施設愛称命名権」により、龍北総合運動所の愛称を提示。同年2月1日、愛称は「マルヤス岡崎龍北スタジアム」に決定された。
- テニスコート
- 野球場
- 多目的運動場
- 更衣室

## 旧愛知県岡崎総合運動場の施設
休業日は毎週水曜日と年末年始（12月28日から1月3日まで）。水曜日が祝日にあたるときは翌日が休業日。プールは7月21日～8月31日は無休で営業。
2014年度の利用者数は127,084人。
| 区分           | 内容                                    | 面積      |
| -------------- | --------------------------------------- | --------- |
| 陸上競技場     | 4種公認。400mトラック×8レーン。         | 29,160 m2 |
| 野球場         | 3面天然芝張り。ナイター設備1面。        | 23,000 m2 |
| 蹴球場         | サッカー、ラグビー場1面。78m×155m。     | 12,000 m2 |
| プール         | 50m公認プール、9コース。水深1.3～1.5m。 | 1,085 m2  |
| プール         | 25mプール、7コース。水深0.9～1.1m。     | 375 m2    |
| プール         | 幼児用プール。水深0.4～0.45m。          | 164 m2    |
| テニスコート   | グレーコート7面。ハードコート1面。      | 6,005 m2  |
| アーチェリー場 | 90mターゲット。110m×41m。               | 4,540 m2  |
| 管理棟         | 会議室、ロッカールーム、シャワー室。    | 1,336 m2  |

- 陸上競技場
- 陸上競技場
- 50mプール、25mプール
- 管理棟

## アクセス

### 公共交通機関
- 名鉄名古屋本線「東岡崎駅」下車。
  - 名鉄バス「滝団地」「大沼」「上米河内」行きで約20分、「総合グランド前」にて下車。

### 自動車
- 東名高速道路 岡崎インターチェンジ下車。
  - 「岡崎インター西」交差点を北東へ約2km、「小呂町四丁目」を右折し約3km、「滝団地北」を左折し約1km。
- 伊勢湾岸自動車道 豊田東インターチェンジ下車。
  - 国道248号を南へ約6.5km、「大樹寺3」を左折し約2.5km。
- 新東名高速道路 岡崎東インターチェンジ下車。
  - 岡崎額田バイパス（国道473号バイパス）を南西へ向かい、「本宿町沢渡」交差点を右折。国道1号を北西に進み、「岡崎インター西」交差点を右折。「稲熊一丁目」交差点を右折し、グランドロード（愛知県道477号東大見岡崎線）を進み「総合グランド西」交差点を右折。